# Murina ussuriensis
Murina ussuriensis — вид ссавців родини лиликових.

## Проживання, поведінка
Країна поширення: Японія, Республіка Корея, Російська Федерація. Лаштує сідала в основному в дуплах дерев, а також у листі, порожнинах кори і в печерах.

## Загрози та охорона
Цей вид знаходиться під загрозою втрати лісів у всьому ареалі, хоча це навряд чи є серйозною загрозою в даний час. Відомий в охоронних районах.